# Route 34 (Manitoba)
La Route 34 (PTH 34) est une route provinciale du Manitoba. Elle relie la frontière canado-américaine à la route 16 à Gladstone.

## Description du tracé
La route 34 débute dans la Municipalité de Louise à la frontière du Dakota du Nord. Elle est le prolongement de la ND-20. La route se dirige vers le nord dans une région rurale constituée de fermes. Elle rencontre la route 3 et forme un multiplex avec celle-ci au sud de Crystal Lake jusqu'au nord-est de Pilot Mound. Une fois le multiplex fini, la route poursuit son trajet vers le nord. Elle passe par Swan Lake, où elle croise la route 23 puis par Holland, où elle croise la route 2. Elle traverse la rivière Assiniboine et atteint Austin. Là, elle rencontre la route 1 avant de poursuivre son trajet vers le nord. Elle prend fin à Gladstone, à l'intersection avec la route 16.

## Intersections majeures
| Division                                      | Ville                        | km     | Destinations                                         | Notes                                                  |
| --------------------------------------------- | ---------------------------- | ------ | ---------------------------------------------------- | ------------------------------------------------------ |
| No. 4                                         |                              | 0,00   | ND-20 sud – Calvin, Devils Lake, Jamestown           | Continue au Dakota du Nord                             |
| No. 4                                         | Frontière canado-américaine  | 0,00   |                                                      |                                                        |
| No. 4                                         |                              | 10,00  | PTH-3 ouest – Killarney                              | Terminus sud du multiplex avec la PTH-3                |
| No. 4                                         |                              | 15,00  | PTH-3A ouest / PR 423 est – Clearwater               | Terminus est de la PTH-3A; terminus ouest de la PR 423 |
| No. 4                                         | Pilot Mound                  | 24,00  | PR 253 ouest – Glenora                               | Terminus est de la PR 253                              |
| No. 4                                         |                              | 29,00  | PTH-3 est – Morden                                   | Terminus nord du multiplex avec la PTH-3               |
| No. 4                                         | Première nation de Swan Lake | 48,00  | PTH-23 – Ninette, Swan Lake                          |                                                        |
| Limite No. 4–No. 8                            |                              | 58,00  | PR 245 ouest – Bruxelles                             | Terminus sud du multiplex avec la PR 245               |
| No. 8                                         |                              | 63,00  | PR 245 est – Notre-Dame-de-Lourdes, Roseisle, Carman | Terminus nord du multiplex avec la PR 245              |
| No. 8                                         | Holland                      | 70,00  | PR 449 est – Notre-Dame-de-Lourdes                   | Terminus ouest de la PR 449                            |
| No. 8                                         | Holland                      | 72,00  | PTH-2 – Souris, Elm Creek                            |                                                        |
| No. 8                                         |                              | 85,00  | Traverse la rivière Assiniboine                      | Traverse la rivière Assiniboine                        |
| No. 8                                         |                              | 100,00 | PR 352 nord – Sidney                                 | Terminus sud de la PR 352                              |
| No. 8                                         | Austin                       | 113,00 | PTH-1 – Brandon, Winnipeg                            |                                                        |
| No. 8                                         | Gladstone                    | 142,00 | PTH-16 – Neepawa, Portage la Prairie                 |                                                        |
| - Terminus de multiplex - Transition de route |                              |        |                                                      |                                                        |